# Echuca Airport
Echuca Airport är en flygplats i Australien. Den ligger i kommunen Campaspe och delstaten Victoria, omkring 180 kilometer norr om delstatshuvudstaden Melbourne. Echuca Airport ligger 101 meter över havet.
Närmaste större samhälle är Echuca, nära Echuca Airport.
Trakten runt Echuca Airport består till största delen av jordbruksmark. Runt Echuca Airport är det glesbefolkat, med 13 invånare per kvadratkilometer. Genomsnittlig årsnederbörd är 574 millimeter. Den regnigaste månaden är februari, med i genomsnitt 91 mm nederbörd, och den torraste är januari, med 22 mm nederbörd.